# Щасний Вишель
Щасний Вишель (Щенсний Вессель, пол. Szczęsny Wessel herbu Rogala) - польський шляхтич гербу Рогаля, військовик, намісник Речі Посполитої на Сіверщині на початку ХVII ст.

## Життєпис
Ймовірно, з роду Wessel, що походив зі Східної Пруссії та оселився на Мазовеччині, де представники роду займали в подальшому різні керівні та придворні посади. 
Щасний Вишель розпочав кар'єру у війську (можливо, був навіть козаком). 1609 року стає королівським ротмістром. Під час кампанії Лісовського 1615 року потрапив у полон до московитів. Звільнено його у 1618 році - саме цього року укладено Деулінське перемирʼя, за яким Чернігово-Сіверські землі відходять до Польщі.
Універсал Сигізмунда ІІІ, виданий 15 квітня 1619 р., про призначення королевича Владислава Ваза адміністратором Чернігово-Сіверщини, інформував, що останнім призначені його представники, зокрема у Новгород-Сіверський — Щасний Вишель.
1621 року отримує посаду капітана новгород-сіверського. 1623 року стає новгород-сіверським хорунжим.  
Капітанам належали військово-адміністративні функції. Вони були безпосередніми представниками адміністратора на місцях, відповідали за стан замків, очолювали місцеві гарнізони, їм належала деяка судова юрисдикція та виконавча (виконання рішень суду королевича). Як капітан, Щасний Вишель наділяв певних осіб (зазвичай, польську шляхту, яка мала військові заслуги) землею. Також капітани мали право вести листування з московськими прирубіжними воєводами і вирішувати разом з ними прикордонні суперечки.  
Згодом (з 1633 р.) посаду капітана замістив інститут старостів. Але джерела російського походження іменують Щасного Вишля протягом 1624 - березня 1625 р. ніжинським та носівським старостою (інформація подається у формі перекладів листів Щ. Вишля до прирубіжних воєвод). 
У 1625—1635 роках обіймав посаду війта Ніжина. Особливо відзначився під час відбудови та заселення міста та округи, за що отримав у володіння містечко Борзну.
"Король поновлює свій привілей від 12 квітня 1629 р. для Щенсного Вішеля, хорунжого новгород-сіверського, на сорок волок на річках Загорівка та Плиска, у Чернігівському воєводстві, за вічним феодальним правом. Ця територія, розташована поблизу землі Борзно, також належить Вішелю, вже заселена ним. Старий привілей був утрачений під час московської навали на містечко Борзна.<...> Дарування не містить права на виробництво селітри та лісових виробів, Вішель зобов'язаний захищати Чернігівський замок". 15 квітня 1635р. Коронна метрика Владислава IV Вази.
1631 року входив до складу посольства до московського царя Михайла I. 
1632 року на початку Смоленської війни вдруге потрапив у полон до московитів, де перебував до 1634 року. (Інформація про другий полон потребує дослідження, адже 1633 року Щ. Вишель нібито активно допомагав Олександру Пісочинському під час облоги Путивля.)
1635 року стає новгород-сіверським підкоморієм (до 1641 року). 
1. ↑  Wessell Name Meaning, Family History, Family Crest & Coats of Arms, German. HouseOfNames (англ.). 1 січня 2000. Процитовано 27 лютого 2025.
2. ↑  Михайло Грушевський – Документ 1586 р. про козацький промисел. www.m-hrushevsky.name. Процитовано 27 лютого 2025.
3. 1 2  Петро Кулаковський. ЧЕРНІГІВСЬКЕ КНЯЗІВСТВО (1619–1633 рр.) (PDF).
4. ↑  Чернігівське воєводство. Вікіпедія (укр.). 4 січня 2025. Процитовано 27 лютого 2025.
5. ↑  Морозов Олександр. Ніжин Літовсько-Польської доби та передумови формування Ніжинського козацького полку (PDF).
6. ↑  Opracował Wojciech Krawczuk. Metryka Koronna Władysława IV WazySumariusz księgi MK 180 z Archiwum Głównego Akt Dawnych w Warszawie, z lat 1633 -1635, kanclerstwa Jakuba Zadzika (PDF).
7. ↑  Роль i значення Путивля в Смоленськiй вiйнi 1632-1634 рр. | Наукові та популярні видання. putivl-zapovidnyk.pp.ua. Процитовано 20 лютого 2025.